# Управление охраны государства (Польша)
Управление охраны государства (УОГ) (пол. Urząd Ochrony Państwa, UOP) — основная гражданская спецслужба посткоммунистической Польши, существовавшая в 1990 −2002. Была основана 6 апреля 1990 в качестве департамента Министерства внутренних дел, а в 1996 преобразована в отдельный государственный орган, подчинявшийся непосредственно премьер-министру страны.
В задачи Управления входила внешняя разведка, контрразведка и обеспечение безопасности правительственных коммуникаций. Деятельность Управления 1990-х в сопровождалась многочисленными скандалами, связанными с разоблачением связей президентов и премьеров страны с КГБ и разоблачениями российских шпионов и агентов. В начале 2000-х была начата реформа системы спецслужб Польши, вызвавшая сопротивление со стороны их руководства. 25 октября 2001 начальник УОГ Збигнев Новек, а также шеф польской военной разведки (пол. Wojskowych Informacyjnych Slużb, WIS) Тадеуш Русак подали в отставку, попытавшись напоследок пошантажировать новое правительство позицией НАТО. Новек, в частности, отметил: «План премьер-министра по реформированию спецслужб прямо угрожает безопасности страны, а также мешает польским разведкам помочь Вашингтону и другим союзникам по НАТО бороться с терроризмом».
8 мая 2002 депутаты польского Сейма одобрили законопроект о реформе спецслужб, в соответствии с которым Управление охраны государства было ликвидировано и созданы две новые структуры — Агентство внутренней безопасности (Agencja Bezpieczenstwa Wewnetrznego,ABW) и Агентство разведки (Agencja Wywiadu,AW).